# Hanseniella dolosa
Hanseniella dolosa är en mångfotingart som beskrevs av Ribaut 1914. Hanseniella dolosa ingår i släktet syddvärgfotingar, och familjen snabbdvärgfotingar. Inga underarter finns listade i Catalogue of Life.